# أندرو سيموندز
أندرو سيموندز (9 يونيو 1975 - 14 مايو 2022) هو كان لاعب كريكت أسترالي، مثل منتخب أستراليا من 1998 حتى 2009.